# بوبي غوغ
بوبي غوغ (بالإنجليزية: Bobby Gough)‏ هو لاعب كرة قدم بريطاني، ولد في 20 يونيو 1949 في برمنغهام في المملكة المتحدة. لعب مع بورت فايل وستوكبورت كونتي وكولتشستر يونايتد ونادي تشيلمسفورد ونادي ساوثبورت ونادي والسول.